# Высоковские Зубари
Высоковские Зубари — деревня Орловского района Кировской области России. Входит в Орловское сельское поселение (до 2011 г. — в составе Подгороднего сельского поселения).

## История
В апреле 2019 г. заксобранием Кировской области, по инициативе местных жителей, были переименованы деревни Зубари и Новоселовы Орловского района. В ряде СМИ отмечался казус того, что данное переименование не могло быть инициировано местными жителями, так как по данным переписи 2010 г. в обоих населенных пунктах постоянные жители отсутствовали. В сентябре 2019 г. распоряжением Правительства РФ деревня Зубари переименована в Высоковские Зубари.

## Население
| 2010 |
| ---- |
| 0    |